# Fidžijský pěší pluk
Fidžijský pěší pluk (Fiji Infantry Regiment) je hlavní složkou fidžijské armády. Velitelství pluku se nachází na hlavní základně fidžijské armády Queen Elizabeth Barracks v hlavním městě Suvě. Začal se formovat pod velením novozélandské armády v roce 1920. Významně se zapsal do historie II. světové války v Tichomoří, po válce byl deaktivován. 1. prapor byl znovu aktivován po vyhlášení fidžijské nezávislosti a stal se základem pro pravidelné síly fidžijské armády, následně byl 2. prapor převeden na pravidelný. 3. pravidelný prapor byl zformován po převratu v roce 1978, jako hlavní obranná formace, v době míru zajišťuje operační velení teritoriálních sil a poskytuje čerstvé síly pro 1. a 2. prapor.
V současné době má pluk 6 aktivních praporů (tučně):  
1. pravidelné síly: 
  - 1. prapor (aktivní 1941-1945, 1950-1956, 1978 až do současnosti, slouží v  mírových misích OSN, umístěn na základně Queen Elizabeth Barracks v Suvě).
  - 2. prapor (aktivní 1982 až do současnosti, slouží v  mírových misích OSN, umístěn na základně Queen Elizabeth Barracks v Suvě)
  - 3. prapor (aktivní 1942-1945, 1982 až do současnosti, operační prostor: Velká Suva a slouží v  mírových misích OSN, umístěn na základně Queen Elizabeth Barracks v Suvě, v době míru největší pravidelný armádní prapor, s třemi rotami, kterému jsou v době míru operačně podřízeny 4. a 5. prapor.
  - 4. prapor (aktivní 1942-1945)
  - 5. prapor (aktivní 1942-1945)
2. teritoriální síly:
  - 1. prapor (aktivní 1920?-1941)
  - 2. prapor (aktivní 1941-1982)
  - 3. prapor (aktivní 1982-1987)
  - 4. prapor (aktivní 1987? až do současnosti, operační prostor: Nadroga, Navosa, Nadi a mezinárodní letiště v Nadi, přehrady, umístěn na základně Edinburgh Barracks v Nadi a době míru je pod operačním velením 3. praporu pravidelných sil.
  - 5. prapor (1988? až do současnosti, operační prostor: Lautoka, Ba, Tavua, Vatukoula a Ra, přehrady, umístěn je na základně Duke of Edinburgh Barracks v Lautoce, v době míru pod operačním velením 3. praporu.
  - 6. prapor (aktivní 1991?-?)
  - 7./8. prapor (aktivní 1995 až do současnosti, operační prostor: Vanua Levu, umístěn na základně Sukanaivalu Barracks v Labase.